# Itapiranga (Amazonas)
Itapiranga is een gemeente in de Braziliaanse deelstaat Amazonas. De gemeente telt 9.733 inwoners (schatting 2009).